# Bornholmer Strasse (station)
Bornholmer Strasse (Bahnhof Berlin Bornholmer Straße) är en järnvägsstation för Berlins pendeltåg, belägen vid gatan Bornholmer Strasse i stadsdelen Prenzlauer Berg, vid gränsen mot stadsdelen Gesundbrunnen. Stationen ligger strax norr om Berlins ringbana vid stambanan norrut mot Szczecin och är en viktig bytesstation för resande till och från Berlins norra förorter, då linjerna S1, S2, S25 S26, S8 och S85 sammanstrålar här. I anslutning till stationen stannar även spårvagnslinjerna M13 och 50.

## Historia
Stationen Bornholmer Strasse öppnades ursprungligen 1935. Mellan 1961 och 1990 var stationen en så kallad spökstation under Berlins delning, då Berlinmuren löpte direkt i anslutning till stationen. Stationen byggdes om och öppnades åter december 1990 i samband med att de gränsöverskridande tågförbindelserna återställdes efter Berlinmurens fall.

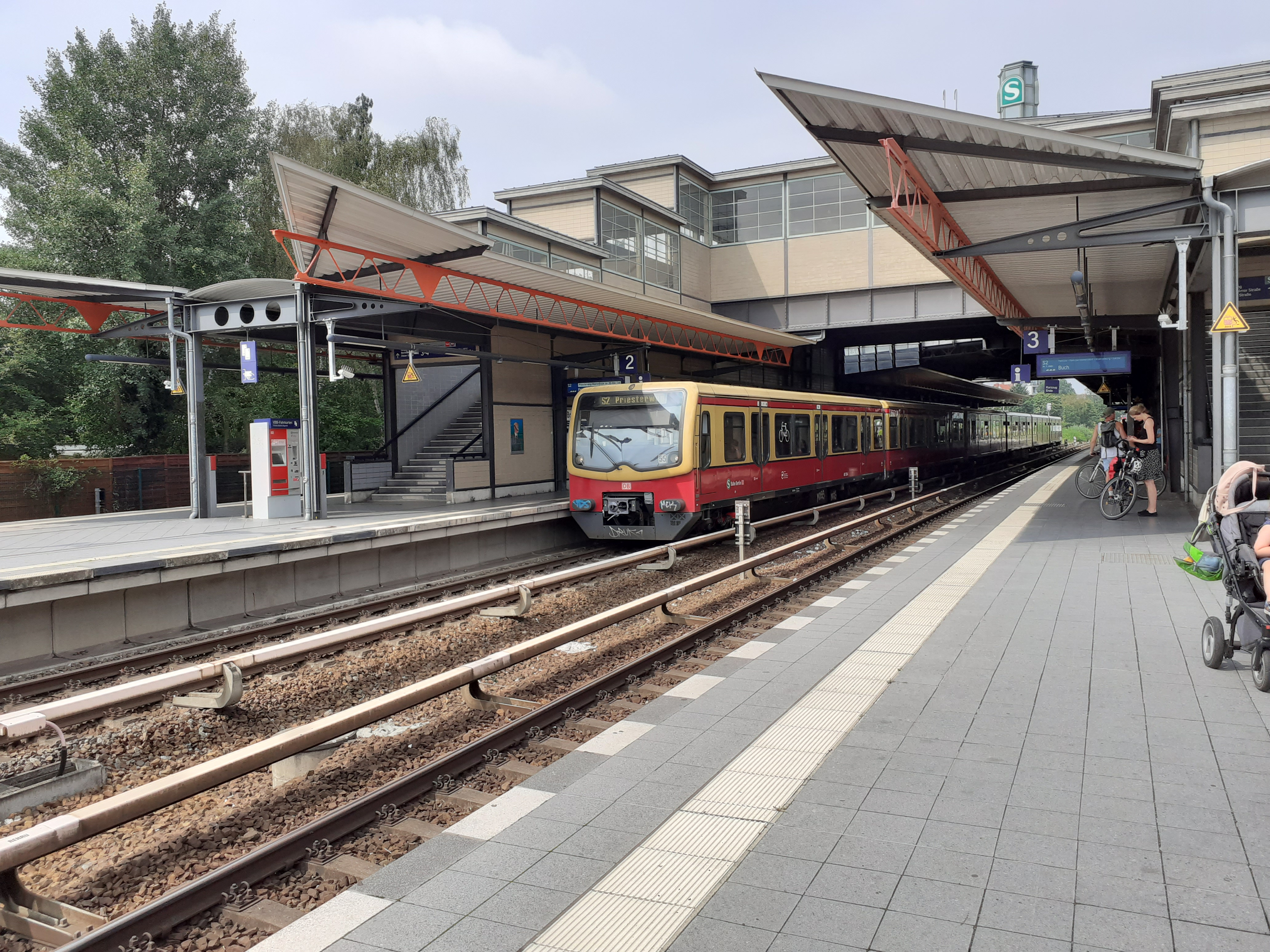
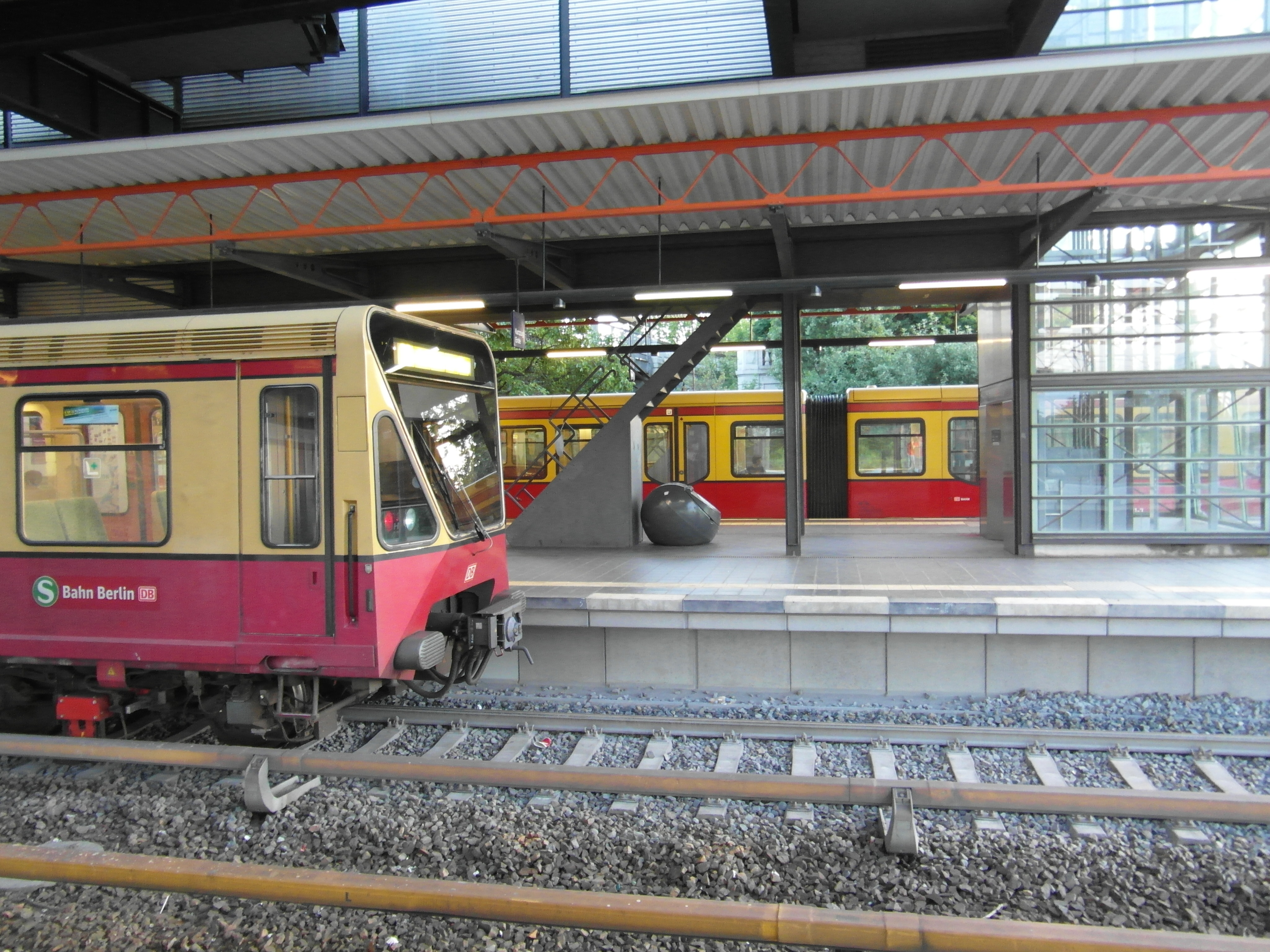
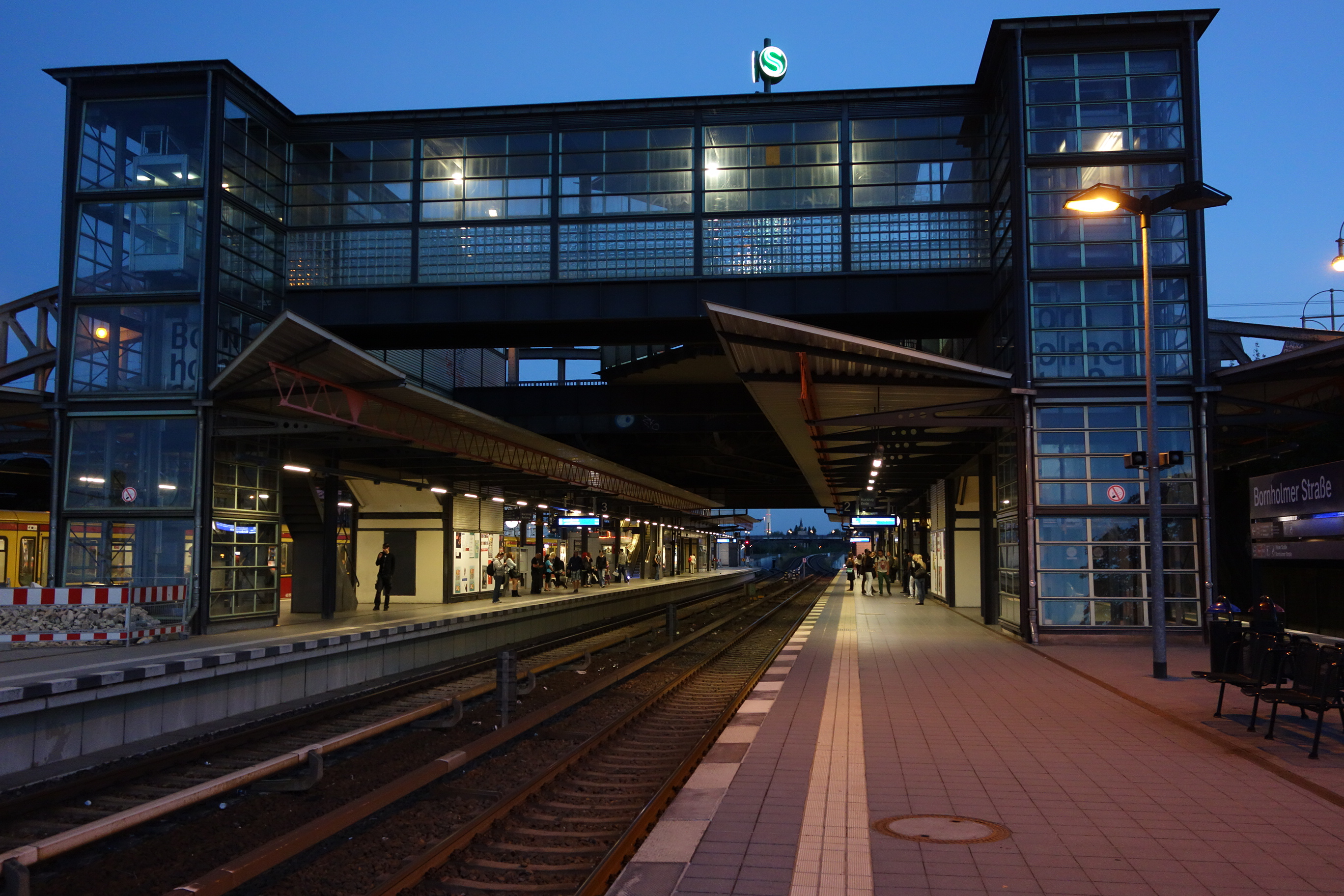